# Дислексия
Дислексията (на гръцки: dys – трудна и lexis – дума) е разстройство на способността или дори неспособност за четене и разбиране на прочетеното. Объркват се някои букви с други например „б“ с „д“ или „н“ с „п“. Понякога се разместват местата на буквите в думите или хората пишат, както говорят. Дислексията не е вид умствено изоставане и дори понякога при наличието ѝ се наблюдават способности в други направления.
Хората с дислексия не правят еднакви грешки. Обаче те правят еднакви по смисъл грешки, например:
- Могат да прочетат определена дума от текста на една страница, но на другата да не успеят да я разпознаят.
- Познават писмената форма на една дума, но не могат да я разпознаят в гласов вид.

Разработени са шрифтове с българска кирилица за хора с дислексия, какъвто е и Adys.